# گوووویژخه
گوووویژخه (به لاتین: Gołowierzchy) یک روستا در لهستان است که در گمینا تژبیشوو واقع شده‌است.